# 안톤 슈타미츠
안톤 슈타미츠 (Anton Thadäus Johann Nepomuk Stamitz, 체코어: Antonín Stamic; 1750년 혹은 1754년, 만하임 ~ 1798년 혹은 1809년 파리)는 보헤미아 출신의 작곡자이자 바이올리니스트였다.
안톤과 그의 형 칼 슈타미츠는 아버지인 요한 슈타미츠에게서 첫 바이올린 수업을 받았다. 1757년 아버지가 죽은 뒤, 아버지의 제자였던 크리스티안 칸나비히가 그들을 제자로 거두었다. 이 시기 둘은 이미 만하임 악파의 바이올리니스트로 이들의 발전에 기여했다.
1770년, 안톤 슈타미츠는 형 칼과 함께 파리로 가서 스스로 자리를 잡는다. 1782년에서 1789년 사이 그는 왕의 베르사유 궁정 오케스트라에서 연주를 했으며, “ordinaire de la musique du roi”의 칭호를 얻었다. 그는 로돌페 크로이처의 바이올린 교사이기도 했다..
비록 1798년 이후 그의 행적은 알 길이 없다. 아마도 파리에서 1809년 이전에 죽은 것으로 보인다.